# Luigi Casola
Luigi Casola (Busto Arsizio, Lombardía, 11 de julio de 1921 – Certosa di Pavia, 6 de abril de 2009) fue un ciclista italiano, que fue profesional entre el 1946 y el 1953. Buen velocista, sus principales victorias fueron lo Giro del Veneto del 1945 y el 1950, la Coppa Agostoni del 1946, cuatro etapas en el Giro de Italia, la Coppa Placci del 1948, la Milán-Turín del 1949 y la Coppa Bernocchi del 1951. 
Además del ciclismo en carretera también practicó el ciclismo en pista, especialmente carreras de seis días. En 1960 se trasladó a México, donde se hizo cargo de la dirección del velódromo de su capital. El 2003 volvió a Italia. 

## Palmarés
- 1945
  - 1.º en el Giro del Veneto
- 1946
  - 1.º en el Piccolo Giro di Lombardia
  - 1.º en la Coppa Agostoni
  - 1.º en la Coppa San Geo
- 1948
  - 1.º en el Giro di Campania
  - 1.º en la Coppa Placci
  - Vencedor de 2 etapas al Giro de Italia
- 1949
  - 1.º en la Milán-Turín
  - Vencedor de una etapa al Giro de Italia
- 1950
  - 1.º en Bordighera
  - 1.º en el Giro del Veneto
- 1951
  - 1.º en la Coppa Bernocchi
  - Vencedor de una etapa al Giro de Italia

### Resultados al Giro de Italia
- 1946. Abandona
- 1947. 34º de la clasificación general
- 1948. Abandona. Vencedor de 2 etapas
- 1949. Abandona. Vencedor de una etapa
- 1950. 70.º de la clasificación general
- 1951. 52.º de la clasificación general. Vencedor de una etapa
- 1952. 65.º de la clasificación general
- 1953. Abandona